# Trượt tuyết băng đồng tại Thế vận hội Mùa đông 2018 - Nước rút nữ
Nội dung  nước rút cá nhân cổ điển nữ của môn trượt tuyết băng đồng tại Thế vận hội Mùa đông 2018 diễn ra vào ngày 13 tháng 2 năm 2018 tại Alpensia Cross-Country Centre ở Pyeongchang, Hàn Quốc. Cự ly nước rút là 1,2 km.

## Kết quả
Q — lọt vào vòng sau
LL — người bị loại được đi tiếp
PF — phân định thứ hạng bằng ảnh chụp tại vạch đích

### Vòng loại
Vòng loại bắt đầu lúc 17:30.
| Hạng | Số áo | Vận động viên            | Quốc gia                     | Thời gian | Kém      | Ghi chú |
| ---- | ----- | ------------------------ | ---------------------------- | --------- | -------- | ------- |
| 1    | 12    | Stina Nilsson            | Thụy Điển                    | 3:08.74   | —        | Q       |
| 2    | 7     | Maiken Caspersen Falla   | Na Uy                        | 3:09.13   | +0.39    | Q       |
| 3    | 3     | Krista Pärmäkoski        | Phần Lan                     | 3:12.30   | +3.56    | Q       |
| 4    | 6     | Hanna Falk               | Thụy Điển                    | 3:12.54   | +3.80    | Q       |
| 5    | 5     | Katja Višnar             | Slovenia                     | 3:15.24   | +6.50    | Q       |
| 6    | 19    | Natalya Nepryayeva       | Vận động viên Olympic từ Nga | 3:15.65   | +6.91    | Q       |
| 7    | 15    | Jessica Diggins          | Hoa Kỳ                       | 3:15.76   | +7.02    | Q       |
| 8    | 22    | Ida Ingemarsdotter       | Thụy Điển                    | 3:16.06   | +7.32    | Q       |
| 9    | 4     | Sadie Bjornsen           | Hoa Kỳ                       | 3:16.12   | +7.38    | Q       |
| 10   | 16    | Heidi Weng               | Na Uy                        | 3:16.28   | +7.54    | Q       |
| 11   | 9     | Anamarija Lampič         | Slovenia                     | 3:16.57   | +7.83    | Q       |
| 12   | 18    | Sophie Caldwell          | Hoa Kỳ                       | 3:17.06   | +8.32    | Q       |
| 13   | 8     | Ingvild Flugstad Østberg | Na Uy                        | 3:17.35   | +8.61    | Q       |
| 14   | 1     | Anna Dyvik               | Thụy Điển                    | 3:17.99   | +9.25    | Q       |
| 15   | 10    | Yuliya Belorukova        | Vận động viên Olympic từ Nga | 3:18.26   | +9.52    | Q       |
| 16   | 13    | Sandra Ringwald          | Đức                          | 3:18.43   | +9.69    | Q       |
| 17   | 11    | Kathrine Harsem          | Na Uy                        | 3:18.48   | +9.74    | Q       |
| 18   | 20    | Gaia Vuerich             | Ý                            | 3:19.01   | +10.27   | Q       |
| 19   | 34    | Johanna Matintalo        | Phần Lan                     | 3:19.04   | +10.30   | Q       |
| 20   | 24    | Nadine Fähndrich         | Thụy Sĩ                      | 3:19.42   | +10.68   | Q       |
| 21   | 17    | Laurien van der Graaff   | Thụy Sĩ                      | 3:19.62   | +10.88   | Q       |
| 22   | 30    | Justyna Kowalczyk        | Ba Lan                       | 3:20.00   | +11.26   | Q       |
| 23   | 49    | Kateřina Beroušková      | Cộng hòa Séc                 | 3:20.09   | +11.35   | Q       |
| 24   | 26    | Kerttu Niskanen          | Phần Lan                     | 3:20.48   | +11.74   | Q       |
| 25   | 42    | Katharina Hennig         | Đức                          | 3:22.64   | +13.90   | Q       |
| 26   | 28    | Elisabeth Schicho        | Đức                          | 3:23.26   | +14.52   | Q       |
| 27   | 46    | Anna Shevchenko          | Kazakhstan                   | 3:23.27   | +14.53   | Q       |
| 28   | 29    | Lucia Scardoni           | Ý                            | 3:23.32   | +14.58   | Q       |
| 29   | 2     | Alenka Čebašek           | Slovenia                     | 3:23.38   | +14.64   | Q       |
| 30   | 25    | Aino-Kaisa Saarinen      | Phần Lan                     | 3:24.02   | +15.28   | Q       |
| 31   | 31    | Alena Procházková        | Slovakia                     | 3:24.61   | +15.87   |         |
| 32   | 23    | Greta Laurent            | Ý                            | 3:25.54   | +16.80   |         |
| 33   | 21    | Ida Sargent              | Hoa Kỳ                       | 3:25.80   | +17.06   |         |
| 34   | 44    | Emily Nishikawa          | Canada                       | 3:26.75   | +18.01   |         |
| 35   | 45    | Yulia Tikhonova          | Belarus                      | 3:27.19   | +18.45   |         |
| 36   | 14    | Hanna Kolb               | Đức                          | 3:27.84   | +19.10   |         |
| 37   | 47    | Sylwia Jaśkowiec         | Ba Lan                       | 3:27.94   | +19.20   |         |
| 38   | 37    | Ewelina Marcisz          | Ba Lan                       | 3:28.11   | +19.37   |         |
| 39   | 50    | Tatjana Mannima          | Estonia                      | 3:28.57   | +19.83   |         |
| 40   | 40    | Anastasia Kirillova      | Belarus                      | 3:28.98   | +20.24   |         |
| 41   | 38    | Polina Seronosova        | Belarus                      | 3:29.44   | +20.70   |         |
| 42   | 33    | Dahria Beatty            | Canada                       | 3:29.77   | +21.03   |         |
| 43   | 36    | Karolína Grohová         | Cộng hòa Séc                 | 3:30.91   | +22.17   |         |
| 44   | 39    | Alisa Zhambalova         | Vận động viên Olympic từ Nga | 3:31.53   | +22.79   |         |
| 45   | 52    | Petra Hynčicová          | Cộng hòa Séc                 | 3:32.03   | +23.29   |         |
| 46   | 27    | Aurore Jéan              | Pháp                         | 3:32.45   | +23.71   |         |
| 47   | 43    | Valiantsina Kaminskaya   | Belarus                      | 3:32.80   | +24.06   |         |
| 48   | 35    | Jessica Yeaton           | Úc                           | 3:33.01   | +24.27   |         |
| 49   | 59    | Li Xin                   | Trung Quốc                   | 3:33.61   | +24.87   |         |
| 50   | 32    | Lisa Unterweger          | Áo                           | 3:34.29   | +25.55   |         |
| 51   | 48    | Cendrine Browne          | Canada                       | 3:34.30   | +25.56   |         |
| 52   | 41    | Nika Razinger            | Slovenia                     | 3:35.11   | +26.37   |         |
| 53   | 64    | Barbora Klementová       | Slovakia                     | 3:38.00   | +29.26   |         |
| 54   | 57    | Tetyana Antypenko        | Ukraina                      | 3:38.56   | +29.82   |         |
| 55   | 56    | Elena Kolomina           | Kazakhstan                   | 3:39.22   | +30.48   |         |
| 56   | 58    | Maryna Antsybor          | Ukraina                      | 3:40.17   | +31.43   |         |
| 57   | 60    | Chi Chunxue              | Trung Quốc                   | 3:42.70   | +33.96   |         |
| 58   | 63    | Aimee Watson             | Úc                           | 3:44.87   | +36.13   |         |
| 59   | 53    | Mathilde-Amivi Petitjean | Togo                         | 3:45.93   | +37.19   |         |
| 60   | 61    | Valeriya Tyuleneva       | Kazakhstan                   | 3:47.27   | +38.53   |         |
| 61   | 62    | Tímea Lőrincz            | România                      | 3:48.84   | +40.10   |         |
| 62   | 51    | Patrīcija Eiduka         | Latvia                       | 3:49.70   | +40.96   |         |
| 63   | 55    | Casey Wright             | Úc                           | 3:49.80   | +41.06   |         |
| 64   | 54    | Vedrana Malec            | Croatia                      | 3:54.76   | +46.02   |         |
| 65   | 67    | Gabrijela Skender        | Croatia                      | 3:56.23   | +47.49   |         |
| 66   | 66    | Antoniya Grigorova       | Bulgaria                     | 3:59.77   | +51.03   |         |
| 67   | 65    | Ju Hye-ri                | Hàn Quốc                     | 4:11.92   | +1:03.18 |         |
| 68   | 68    | Samaneh Beyrami Baher    | Iran                         | 4:47.91   | +1:39.17 |         |

### Tứ kết
Tứ kết 1
| Hạng | Hạt giống | Vận động viên       | Quốc gia   | Thời gian | Kém    | Ghi chú |
| ---- | --------- | ------------------- | ---------- | --------- | ------ | ------- |
| 1    | 1         | Stina Nilsson       | Thụy Điển  | 3:10.90   | —      | Q       |
| 2    | 3         | Krista Pärmäkoski   | Phần Lan   | 3:11.97   | +1.07  | Q       |
| 3    | 11        | Anamarija Lampič    | Slovenia   | 3:12.46   | +1.56  | LL      |
| 4    | 17        | Kathrine Harsem     | Na Uy      | 3:14.87   | +3.97  |         |
| 5    | 30        | Aino-Kaisa Saarinen | Phần Lan   | 3:19.18   | +8.28  |         |
| 6    | 27        | Anna Shevchenko     | Kazakhstan | 3:23.56   | +12.66 |         |

Tứ kết 2
| Hạng | Hạt giống | Vận động viên          | Quốc gia  | Thời gian | Kém    | Ghi chú |
| ---- | --------- | ---------------------- | --------- | --------- | ------ | ------- |
| 1    | 2         | Maiken Caspersen Falla | Na Uy     | 3:11.98   | —      | Q       |
| 2    | 12        | Sophie Caldwell        | Hoa Kỳ    | 3:12.39   | +0.41  | Q       |
| 3    | 8         | Ida Ingemarsdotter     | Thụy Điển | 3:14.58   | +2.60  |         |
| 4    | 5         | Katja Višnar           | Slovenia  | 3:20.49   | +8.51  |         |
| 5    | 28        | Lucia Scardoni         | Ý         | 3:22.49   | +10.51 |         |
| 6    | 29        | Alenka Čebašek         | Slovenia  | 3:30.87   | +18.89 |         |

Tứ kết 3
| Hạng | Hạt giống | Vận động viên       | Quốc gia     | Thời gian | Kém    | Ghi chú |
| ---- | --------- | ------------------- | ------------ | --------- | ------ | ------- |
| 1    | 4         | Hanna Falk          | Thụy Điển    | 3:11.08   | —      | Q       |
| 2    | 7         | Jessica Diggins     | Hoa Kỳ       | 3:11.24   | +0.16  | Q       |
| 3    | 16        | Sandra Ringwald     | Đức          | 3:13.76   | +2.68  |         |
| 4    | 20        | Nadine Fähndrich    | Thụy Sĩ      | 3:14.82   | +3.74  |         |
| 5    | 24        | Kerttu Niskanen     | Phần Lan     | 3:19.84   | +8.76  |         |
| 6    | 23        | Kateřina Beroušková | Cộng hòa Séc | 3:27.43   | +16.35 |         |

Tứ kết 4
| Hạng | Hạt giống | Vận động viên     | Quốc gia                     | Thời gian | Kém   | Ghi chú |
| ---- | --------- | ----------------- | ---------------------------- | --------- | ----- | ------- |
| 1    | 15        | Yuliya Belorukova | Vận động viên Olympic từ Nga | 3:14.29   | —     | Q       |
| 2    | 10        | Heidi Weng        | Na Uy                        | 3:15.68   | +1.39 | Q       |
| 3    | 9         | Sadie Bjornsen    | Hoa Kỳ                       | 3:16.75   | +2.46 |         |
| 4    | 19        | Johanna Matintalo | Phần Lan                     | 3:16.92   | +2.63 |         |
| 5    | 18        | Gaia Vuerich      | Ý                            | 3:21.65   | +7.36 |         |
| 6    | 26        | Elisabeth Schicho | Đức                          | 3:24.26   | +9.97 |         |

Tứ kết 5
| Hạng | Hạt giống | Vận động viên            | Quốc gia                     | Thời gian | Kém   | Ghi chú |
| ---- | --------- | ------------------------ | ---------------------------- | --------- | ----- | ------- |
| 1    | 6         | Natalya Nepryayeva       | Vận động viên Olympic từ Nga | 3:11.78   | —     | Q       |
| 2    | 21        | Laurien van der Graaff   | Thụy Sĩ                      | 3:12.15   | +0.37 | Q       |
| 3    | 14        | Anna Dyvik               | Thụy Điển                    | 3:13.09   | +1.31 | LL      |
| 4    | 13        | Ingvild Flugstad Østberg | Na Uy                        | 3:14.87   | +3.09 |         |
| 5    | 22        | Justyna Kowalczyk        | Ba Lan                       | 3:17.47   | +5.69 |         |
| 6    | 25        | Katharina Hennig         | Đức                          | 3:19.55   | +7.77 |         |

### Bán kết
Bán kết 1
| Hạng | Hạt giống | Vận động viên          | Quốc gia  | Thời gian | Kém   | Ghi chú |
| ---- | --------- | ---------------------- | --------- | --------- | ----- | ------- |
| 1    | 1         | Stina Nilsson          | Thụy Điển | 3:10.52   | —     | Q, PF   |
| 2    | 2         | Maiken Caspersen Falla | Na Uy     | 3:10.55   | +0.03 | Q, PF   |
| 3    | 4         | Hanna Falk             | Thụy Điển | 3:11.14   | +0.62 | LL      |
| 4    | 12        | Sophie Caldwell        | Hoa Kỳ    | 3:11.32   | +0.80 |         |
| 5    | 3         | Krista Pärmäkoski      | Phần Lan  | 3:12.04   | +1.52 |         |
| 6    | 14        | Anna Dyvik             | Thụy Điển | 3:15.77   | +5.25 |         |

Bán kết 2
| Hạng | Hạt giống | Vận động viên          | Quốc gia                     | Thời gian | Kém   | Ghi chú |
| ---- | --------- | ---------------------- | ---------------------------- | --------- | ----- | ------- |
| 1    | 15        | Yuliya Belorukova      | Vận động viên Olympic từ Nga | 3:10.12   | —     | Q       |
| 2    | 7         | Jessica Diggins        | Hoa Kỳ                       | 3:10.72   | +0.60 | Q, PF   |
| 3    | 6         | Natalya Nepryayeva     | Vận động viên Olympic từ Nga | 3:10.72   | +0.60 | LL, PF  |
| 4    | 11        | Anamarija Lampič       | Slovenia                     | 3:13.95   | +3.83 |         |
| 5    | 21        | Laurien van der Graaff | Thụy Sĩ                      | 3:15.65   | +5.53 |         |
| 6    | 10        | Heidi Weng             | Na Uy                        | 3:16.22   | +6.10 |         |

### Chung kết
Chung kết diễn ra vào lúc 21:24.
| Hạng | Hạt giống | Vận động viên          | Quốc gia                     | Thời gian | Kém    | Ghi chú |
| ---- | --------- | ---------------------- | ---------------------------- | --------- | ------ | ------- |
| 1    | 1         | Stina Nilsson          | Thụy Điển                    | 3:03.84   | —      |         |
| 2    | 2         | Maiken Caspersen Falla | Na Uy                        | 3:06.87   | +3.03  |         |
| 3    | 15        | Yuliya Belorukova      | Vận động viên Olympic từ Nga | 3:07.21   | +3.37  |         |
| 4    | 6         | Natalya Nepryayeva     | Vận động viên Olympic từ Nga | 3:12.98   | +9.14  |         |
| 5    | 4         | Hanna Falk             | Thụy Điển                    | 3:15.00   | +11.16 |         |
| 6    | 7         | Jessica Diggins        | Hoa Kỳ                       | 3:15.07   | +11.23 |         |